# Проблемы законности
«Проблеми законності» (с укр. — ««Проблемы законности»»; ранее: «Проблемы социалистической законности» и «Проблемы законности») — сборник юридических научных трудов, который издается Национальным юридическим университетом имени Ярослава Мудрого (до 1991 года — Харьковским юридическим институтом) с 1976 года. С момента основания сборника его ответственным редактором был В. Я. Таций. Издание включено в Украинский и Российский индексы научного цитирования.

## История
По состоянию на 2014 год Национальный юридический университет издавал шесть сборников научных трудов, среди них была украиноязычная («Проблеми законності») и русскоязычная («Проблемы законности»). Также обе версии сборника входили в Российский индекс научного цитирования.